# Kijevi csata (1918)
A Csata Kijevért (1918) (a csatát Kijev elleni támadás nak is nevezik) a Szovjet Oroszországl és az Ukrán Népköztársaság csapatai között 1918 februárjában lezajlott ütközet, amely az ukrán hatóságok evakuálásával és a szovjet hadsereg civilek ezreinek meggyilkolásával ért véget a Vörösterror idején.

## Előzményei

#### Előfeltételek
Az 1917-es februári forradalom után Ukrajna megkapta azt az autonómiát, amivel a 18. század vége óta nem volt, amikor Oroszország elpusztította az ukrán kozákokat.
Lenin az októberi forradalom következtében hatalomra kerülése után 1917 végén hadat üzent az Ukrán Népköztársaságnak, amelynek kormánya 1918. január 22-én kiadta a negyedik univerzális dokumentumot, amelyben a Központi Rada bejelentette az ország függetlenségének kikiáltását. 

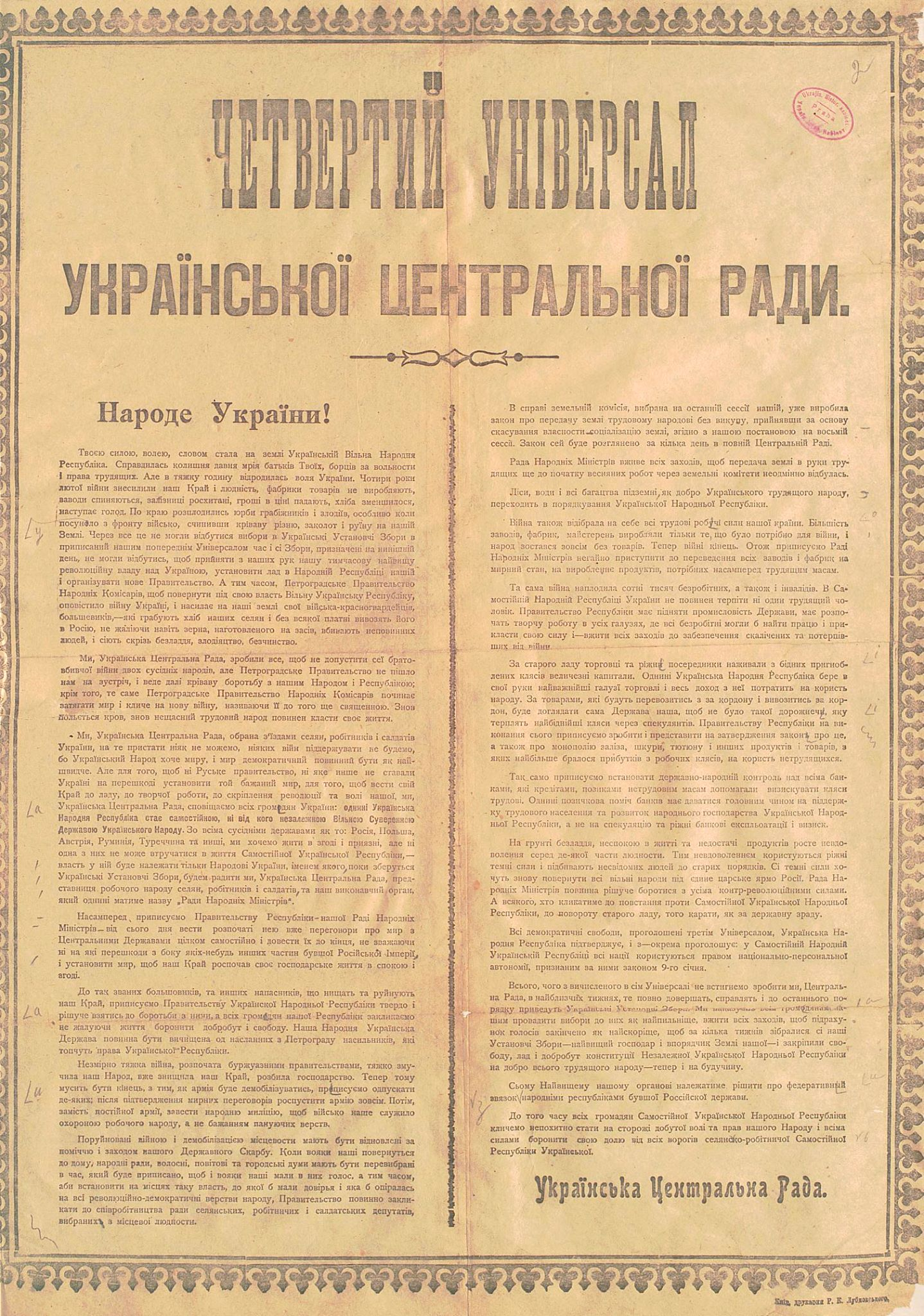
A negyedik Univerzális

Február 28-án Kruty közelében (a fővárostól északkeletre) egy legendás csata zajlott, amelyben több száz ukrán kadétnek sikerült késleltetnie több ezer bolsevik előrenyomulását Moszkvából és Petrográdból Kijevbe, időt adva a kitelepülni vágyóknak.
A Kruty melletti csata után a szovjet vezetés kivégezte a foglyokat, és 1918. február 4-én a Vörös Hadsereg megközelítette Kijev külvárosát.

#### Az események menetét
Február 5-én éjjel Mihail Muravjov parancsot adott a támadás megindítására. Kijev bombázása során mérgező gázokat használtak, masszív ágyúzásokat hajtottak végre, amelyek több napig nem szűntek meg (15 000 lövedéket lőttek ki a város fölé), aminek következtében többek között Mihajlo Hrusevszkij háza is megsemmisül.

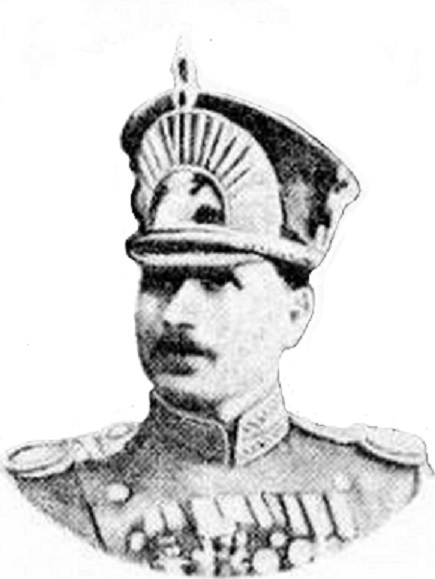
Mihail Muravjov

Az, hogy a szovjet vezetés nem próbálta eltitkolni a vegyi fegyverek használatát, nem meglepő, mert a vegyi fegyvereket csak 1925-ben tiltotta be a Genfi Jegyzőkönyv. A romos városban Muravjovot a városi tanács küldöttsége fogadta Jevhen Rjabcov akkori polgármester vezetésével. Andrej Polupanovot kinevezték Kijev szovjet parancsnokává.
A városba való belépés után a szovjet csapatok a parancsot követve mintegy 5000 ellenségnek nyilvánított civilt lelőttek. Csak két politikus volt a halottak között: Olekszandr Zarudnij, az Ukrán Népköztársaság földügyi minisztere és Isak Pugacs, a Központi Rada helyettese. Az 1918 tavaszi "Faustschlag" hadművelet után több ezer félig lebomlott civil holttestet fedeztek fel a kijevi parkokban · .

#### Következményei
1918 tavasza óta a Pavlo Szkoropadszkij vezette Köztársaság létezett Ukrajna területén, de 1918 novemberében rövid időre az Ukrán Népköztársaság Igazgatósága kapta meg a hatalmat.
1919 februárjától a városban ismét a bolsevikok kezében volt a hatalom, akiket 1919 augusztusában az UNR hadsereg kiűzetett a városból, majd a Fehér Hadsereg egységei bevonultak a városba, és 1919 decemberéig itt maradtak. amikor a bolsevikok ismét elfoglalták a várost. 1920 májusában a várost az Ukrán Népköztársaság csapataival együtt a lengyel csapatok ellenőrizték.
1923. február 9-én Kijevben az OGPU alkalmazottai lelőtték a Kholodny Yar vezetőit, akik a leghosszabb ellenállást tanúsították. Így Ukrajnában végre megalakult a szovjet hatalom.